# Idmoneidae
Idmoneidae zijn een familie van mosdiertjes (Bryozoa) uit de orde van de Cyclostomatida.

## Geslacht
- Idmonea Lamouroux, 1821